# Energetyka słoneczna na Białorusi
Energetyka słoneczna na Białorusi przeżywa obecnie dynamiczny wzrost. Jeszcze w latach 2013 i 2014 znajdowała się w początkowej fazie rozwoju, nie miała znaczenia przemysłowego i nie istniały plany jej szerokiego wykorzystania w najbliższej przyszłości. W całym kraju istniało wówczas tylko kilka eksperymentalnych instalacji, m.in. farma słoneczna we wsi Żukowo w rejonie mohylewskim, której właścicielem była firma OOO „Tajkun”.
W kolejnych latach nastąpił gwałtowny wzrost mocy energetyki słonecznej na Białorusi. W czerwcu 2016 roku została uruchomiona farma fotowoltaiczna w rejonie miadzielskim o mocy 5,7–5,8 MW – większa niż którakolwiek nie tylko na Białorusi, ale też w Estonii, Litwie, Łotwie i Polsce. W sierpniu tego samego roku uruchomiono farmę Solar II w rejonie brahińskim o ponad trzykrotnie większej mocy. W 2017 roku działało już około 30 elektrowni fotowoltaicznych o łącznej mocy ok. 41 MW. W tym samym roku uruchomiona największa w kraju farma fotowoltaiczna w Rzeczycy o mocy 55 MW. Władze państwowe sformułowały cel, aby zwiększyć całkowitą moc elektrowni tego typu do 250 MW do końca obecnej dekady.
Potencjał energii słonecznej na Białorusi szacowany jest w gospodarce energii do celów zaopatrzenia w ciepłą wodę na 1,25 – 1,75 Mtoe na rok, a dla produkcji energii elektrycznej – na 1,0–1,25 Mtoe na rok. Zgodnie z prawem państwo białoruskie ma obowiązek podłączać urządzenia pozyskujące energię z odnawialnych źródeł do ogólnej sieci i skupować produkowaną przez nie energię. W przypadku energii słonecznej cena skupu jest trzykrotnie wyższa od ceny, za jaką energia sprzedawana jest konsumentom.
| Lp. | Elektrownia                                 | Lokalizacja                  | Moc [MW]   | Właściciel            | Data uruchomienia    |
| --- | ------------------------------------------- | ---------------------------- | ---------- | --------------------- | -------------------- |
| 1.  | Farma fotowoltaiczna w Czerykowie           | Czeryków                     | 109        | Solar Land Sp. z o.o. | 2021                 |
| 2.  | Farma fotowoltaiczna w Rzeczycy             | Rzeczyca                     | 55         | Belorusneft           | 2017                 |
| 3.  | Solar II                                    | Sabali, rejon brahiński      | 18,05–22,3 | Solar Invest          | 19 sierpnia 2016     |
| 4.  | Farma fotowoltaiczna w rejonie miadzielskim | Rudoszany, rejon miadzielski | 5,7–5,8    | Modus Energija        | 30 czerwca 2016      |
| 5.  | Farma fotowoltaiczna w Żukowie              | Żukowo, rejon mohylewski     | ?          | OOO Tajkun            | przed kwietniem 2013 |